# Else Haugsted
Else Haugsted (1914–1973) var afdelingschef i den danske militære efterretningstjeneste fra 1948 til 1973.

## Baggrund og karriere
Haugsted var i gang med en universitetsuddannelse i fransk og latin, da hun 21 år gammel i 1936 blev gift med Find Haugsted og afbrød sine studier.
Find Haugsted blev efter Anden Verdenskrig chef for Søværnets Radiotjeneste, det senere Forsvarets Centralradio. Han ansatte uden hensyn til nepotisme sin kone i organisationen og gjorde hende til leder af "forceringsafdelingen" som tog sig af kodebrydning og tydning af sprog.
Else Haugsted lærte sig selv arabisk og russisk og siges at kunne have forstået 22 sprog.
I 1973 døde Haugsted blot 59 år gammel af en blodprop i halsen.

## Eftermæle
DR's dokumentarserie Danmarks hemmeligste spionægtepar lod Else Haugsteds barnebarn, David Bentow, fortælle om forældrenes arbejde, og hvorledes de var med til at grundlægge dansk efterretningstjeneste. Podcasten Kend dine kvindelige kodere omtaler hende også.